# Вера Мирцева (фильм)
«Вера Мирцева» (1916) — немой художественный фильм Михаила Мартова по пьесе Льва Урванцева, выступившего в качестве автора сценария. Фильм вышел на экраны 3 марта 1916 года. Фильм не сохранился.

## Сюжет
1-я часть. Око за око.

2-я часть. Оскорблённая женщина отомстила.

3-я часть. Нет следов преступления.

4-я часть. Сердце не выдержало.
Вера Мирцева, жена товарища прокурора, глубоко потрясена, узнав об измене мужа. Её властная самолюбивая натура не может примириться с мыслью, что ей муж не верен. Она уезжает в Финляндию в санаторию и там встречается с присяжным поверенным Ильёй Жегиным, занимающимся, несмотря на свою профессию, разными тёмными делишками и не брезгующим денежными средствами, которые ему предоставляет старая, некрасивая купчиха. Красивая Вера производит на Жегина сильное впечатление и вскоре сильное чувство овладевает им. Вера также увлекается молодым, красивым адвокатом. Но, несмотря на своё увлечение, Жегин продолжал заниматься тёмными делишками и для устройства одного из них ему понадобились 75 000 рублей, половину из которых он достал сам, вторую же требует от Мирцевой. Однако к условному часу денег Мирцева найти не смогла; Жегин, забыв о любви, грубо требует денег, и Мирцева, видя всю низость его души, решает уйти от него, но перед уходом требует возвращения её писем к Жегину. Тот отказывает, Вера грозит ему револьвером, но он вторично отказывает ей в выдаче писем. Вера стреляет и убивает Жегина наповал. Быстро забрав письма и захватив нечаянно деньги, она покидает дом того, кто так цинично с ней обошёлся. Через час убийство обнаружено, и в убийстве заподозрен старый друг Жегина Побяржин.
После убийства Жегина Вера возвращается к мужу, и у них устанавливаются хорошие, супружеские отношения. В продолжении долгих месяцев Мирцевой удаётся скрыть тяжкое преступление, совершённое ею. Между тем Побяржин выпущен на свободу за недостатком доказательств в его виновности. Через некоторое время на благотворительном балу среди нарядной, шумной толпы Побяржин встречает Веру и ему представляется, что манто Веры он видел в день убийства Ильи Жегина. В вестибюле он подходит к ней и спрашивает, не она ли убила Илью, но у неё хватает выдержки и силы не выдать себя. Мирцев собирается в отставку и собирается с женой в Италию, уже всё готово к отъезду и, казалось, ничто не нарушает счастья супругов, но в день отъезда опять является Побяржев и опять заявляет Вере, что она убийца.

## Восприятие
Фильм не имел успеха в прокате. Автор сценария Лев Урбанцев был не доволен качеством картины и заявил, что кинематограф станет творчеством только тогда, когда «не будет находиться в руках кинопромышленников». Однако, по мнению искусствоведа и историка кинематографа Семёна Гинзбурга, это не объясняло факта неудачи конкретно этого фильма.